# Lancha de desembarco MFP
| Dibujo de perfil de una Barcaza marina de desembarco del tipo D |                                            |                                                                  |
| Clase                                                           | Barcaza marina de desembarco               | Barcaza marina de desembarco                                     |
| Astillero                                                       | varios                                     | varios                                                           |
| Número                                                          | aprox. 700 (de todas las clases)           | aprox. 700 (de todas las clases)                                 |
| Tipo                                                            | Marinefährprahm tipo A                     | Marinefährprahm tipo D                                           |
| Eslora                                                          | 47,04 m                                    | 49,84 m                                                          |
| Manga                                                           | 6,53 m                                     | 6,59 m                                                           |
| Calado                                                          | en lastre: 0,97 m máx.: 1,45 m             | en lastre: 1,18 m máx.: 1,35 m                                   |
| Desplazamiento                                                  | en rosca (construcción): 155 t máx.: 220 t | en rosca: 168 t máx.: 239 t                                      |
| Carga                                                           | normal: 85 t / máx.: 105                   | máx.: 140 t                                                      |
| Armamento                                                       | 2×20 mm antiaéreos                         | 2×20 mm antiaéreos dobles 2×3,7 cm antiaéreos 1×7,5 cm anticarro |
| Propulsión                                                      | 3 motores diésel sumando 390 PS            | 3 motores diésel sumando 375 PS                                  |
| Velocidad                                                       | 10,5 nudos (en lastre)                     | 10,3 nudos (en lastre)                                           |
| Capacidad de combustible                                        | 4,1 t                                      | 4,1 t                                                            |
| Autonomía                                                       | 640 mn a 10 nudos 1340 mn a 7 nudos        | 520 mn a 10 nudos 1120 mn a 7 nudos                              |
| Tripulación                                                     | 17                                         | 25                                                               |

La Barcaza Marina de desembarco —Marinefährprahme (MFP), en alemán— se crearon a partir de 1941 como un desarrollo de la Operación León Marino (hipotética invasión de las islas británicas), fabricándose 700 a lo largo de la guerra y empleándose, gracias a su robustez, para muchas tareas imprevistas.
Su capacidad variaba entre 85 y 140 toneladas y llevaban un portalón delantero abatible, que permitía cargar directamente en la bodega. La mayoría de las MFP medía en torno a 47 m de eslora y 6,5 de manga, con un puntal de 4,7 m y calado de 1,4 m.
La Barcaza de Desembarco según el Diccionario de la RAE es "Barco de fondo plano y con rampa abatible para el desembarco de tropas y armamento".

## Historia

### Desarrollo
A partir de 1940 la Kriegsmarine probó diversos vehículos para guerra anfibia. De ahí salió la exigencia de disponer de un vehículo para operaciones de desembarco y abastecimiento, que tuviera una rampa para poderse utilizar en playas y que aguantara una mar de fuerza 5 (olas de tres metros). En su construcción debería emplearse el mínimo posible de materiales estratégicos y deberían poder ser manejadas por personal poco cualificado.
Otra característica era que además de un motor diésel para la marcha normal, debería llevar dos motores de aviación para navegar a gran velocidad en determinadas operaciones. Pero como estos duraban poco y fallaban mucho, aparte su alto consumo, se decidió colocar tres motores diésel iguales, que en vez de 13 nudos darían 10, pero que proporcionarían mayor fiabilidad y autonomía.
Las versiones de MFP variaron desde el primer «Typ A» al «Typ D». La versión básica se denominó «F», con numeración hasta el 100. En total se dieron 1200 números identificativos. Pero hubo series enteras que no se usaron y otras nuevas se improvisaron por ejemplo para las barcazas artilleras. En total se construyeron unas 700, aunque el número exacto es desconocido. 
Desde principios de 1944 no hubo más desarrollo de las MFP, para dejar paso al de la barcaza de desembarco unificada (EL). Sin embargo, se siguieron produciendo y al final de la guerra había algunas MFP en construcción en diversos astilleros.
La Kriegsmarine utilizó para fines similares otros tres tipos de barcos más pequeños, llamados Marinenachschubleichter, Marineartillerieleichter y Siebelfähre.

### Empleo
Después de que se suspendiera la Operación León Marino, las barcazas se emplearon con vehículos de abastecimiento en casi todas las zonas marítimas. Para ello, cuando no eran construidas donde se necesitaban, se transportaban por las vías de navegación. Se agruparon en flotillas de transporte, desembarco, defensa costera o artillería de apoyo, o bien formaron parte de unidades mixtas, como las divisiones de seguridad.

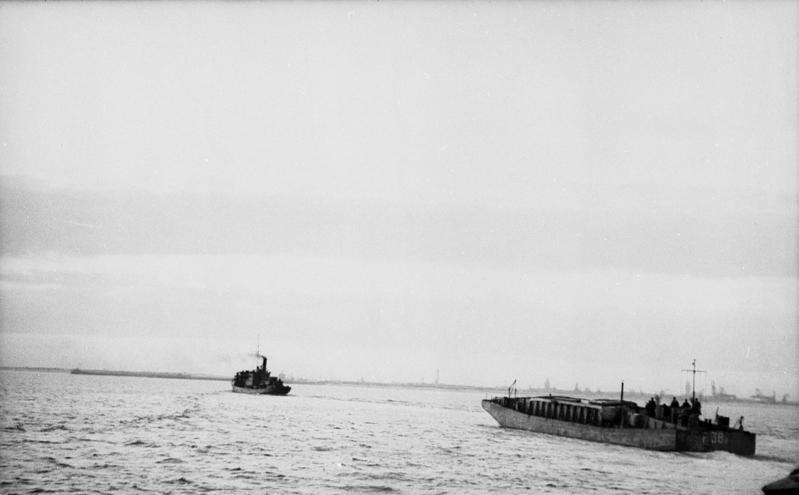
MFP, probablemente del tipo A, frente a la costa holandesa.

Las MFP actuaron en misiones como aquellas para las que fueron pensadas, sobre todo en la ocupación de las islas griegas. Fuera de esos casos, se usaron sobre todo para abastos, transporte de heridos, cisternas, seguridad de puertos y convoyes, minado y artillería de apoyo. A pesar de su escasa velocidad, se utilizaron incluso como cazasubmarinos e incluso se las intentó adaptar como cazaminas, lo que por su escasa potencia motora fue imposible. Algunas MFP fueron remodeladas para estas funciones especiales.
Dadas sus características técnicas óptimas para navegar en ríos y aguas tranquilas y de poca profundidad, y varar en playas, pero la capacidad marinera de estas embarcaciones era reducida, sobre todo con carga máxima y no podían utilizarse con una mar que superara la fuerza 2. Las barcazas que sobrevivieron a la guerra fueron utilizadas en la vida civil como cargueros, plataformas de trabajo o transbordadores, y algunas fueron utilizadas por instituciones creadas por los Aliados, como la GMSA (German Mine Sweeping Administration —Agencia Alemana para el Desminado—) o el Gobierno de la zona norteamericana de Alemania (OMGUS, Office of Military Government, United States).

#### Empleo en el mar Negro
A partir de mayo de 1941, se construyeron 93 MFP para la Kriegsmarine en los astilleros búlgaros de Varna (Astillero Estatal, Koralowag y Arsenal), llevándose de Alemania buena parte de las piezas y armamento. En los combates en el mar Negro resultaron hundidas al menos 32 MFP y barcazas artilleras (AF), y otras 19 en el Danubio. A fines de agosto de 1944 se autohundieron 28 MFP en Varna. Algunas de ellas se recuperaron tras la guerra y la flota soviética las usó con la denominación BDB. Seis MFP fueron entregadas a la Armada búlgara. 11 MFP que todavía estaban en construcción en Varna pasaron también, al terminarse, a poder de los soviéticos.

## Tripulación
La versión básica debía ir tripulada por dos suboficiales y 10 marineros. Al aumentar el armamento, hizo falta más personal. La tripulación aumentó a 17 y finalmente a 25, o incluso más en la versión de lancha artillera, en función del armamento.

## Características técnicas

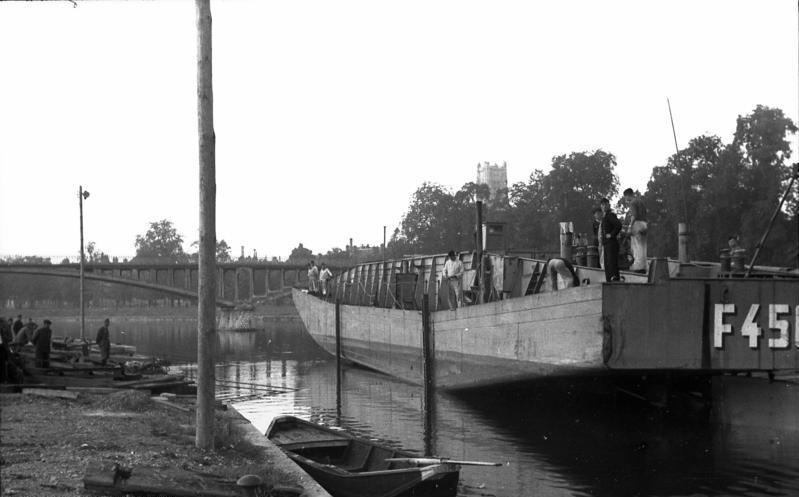
MFP del tipo C en una grada, que permite ver la altura total del barco (puntal) y el escaso calado (la zona pintada en tono más oscuro).

Los distintos tipos de MFP se diferencian en algunos detalles, manteniendo el concepto básico. Las MFP como auténticas barcazas eran embarcaciones planas, con casco de fondo plano, sin quilla, de poco calado, de poco puntal, de bordas bajas y rectas,  la proa y la popa chatas y rectas son características compartidas con los pontones. 
La construcción se simplificó usando usando líneas rectas, usando chapas de acero plano y evitando el proceso de curvado, y unidas por remaches.
Con cubierta elevada en la parte trasera y sobre todo en la proa. 
La sala de máquinas estaba a popa, al igual que la sala de mando. Delante de esta, se extendía un techo para cubrir la bodega, cuya parte delantera podía descubrirse. A la bodega se podía acceder directamente desde la proa gracias al portón abatible mecánicamente. La sala de máquinas y la de mando estaban protegidas por un blindaje de entre 20 y 25 mm de acero.
Las MFP llevaban un sistema de autoprotección magnética (MES, Magnetischer Eigenschutz), lo que perjudicaba la exactitud de las brújulas y obligó a construir lanchas de dirección especiales o bien emplear las lanchas en cooperación con otras unidades que pudieran navegar.
Para poder dar la vuelta tras haber depositado su carga en una playa, las lanchas llevaban, además de un ancla de proa, dos anclas a popa en pescantes.

### Propulsión
Las MFP llevaban tres motores de camión Deutz de seis cilindros, cada uno de ellos vinculado a una hélice. El tipo A tenía una potencia de 390 caballos de fuerza (287 kW) y velocidad máxima de 10,5 nudos. Hacia el fin de la guerra, para ahorrar combustible, algunas lanchas fueron equipadas con generadores de gas para los motores exteriores.
En la  modalidad de navegación solo con el motor central, las lanchas daban apenas 7,5 nudos, por lo que a plena carga y según el estado de la mar, la velocidad real podía ser bastante inferior. Para el control de la dirección había un único timón central.

### Armamento
Para apoyar a las tropas desembarcadas y para la propia protección sobre todo contra ataques aéreos, las MFP fueron equipadas con dos cañones antiaéreos de 20 mm. Pronto se añadió un cañón de 7,5 cm delante de la sala de mando y con frecuencia colocado en soportes circulares provisionales. A lo largo de la guerra el armamento se reforzó y en las últimas versiones se colocaron dos montajes dobles de 20 mm a cada lado de la popa, un antiaéreo de 3,7 cm en el techo delante y otro detrás de la sala de mando en posición elevada, más un antitanque de 7,5 cm en montaje naval delante de la sala de mando, previéndose también la instalación de dos lanzacohetes. Sin embargo, no fue posible uniformizar el armamento, pues todo dependía del armamento que hubiera disponible, incluso del que se tomara al enemigo. Por eso se utilizaron también montajes cuádruples antiaéreos de 2 cm o cañones de submarino de 8,8 cm. Las lanchas que operaron en el Mediterráneo llevaron además habitualmente ametralladoras.

## Variantes
Se fabricaron las barcazas en docenas de astilleros, también en países ocupados, por lo que hubo numerosas variantes. 

### Tipos básicos
La primera versión, Typ A, se desarrolló en otras tres fases.
- Typ B: El fondo de la bodega de carga se hundió, para aumentar la altura de la bodega pasando de 2,74 m a 3,19 m. A cambio se redujo la longitud horizontal del piso de la bodega y los tanques, que en el tipo A estaban en el doble fondo, se trasladaron a las  paredes laterales, manteniendo sin cambios la capacidad de carga y el desplazamiento.
- Typ C: La altura de la bodega se aumentó otros 10 cm, llegando a 3,29 m, sin cambiar la capacidad ni el desplazamiento.
- Typ D: La construcción remachada se sustituye en parte por una soldada de diseño modular. Se alarga el casco, y se ensancha. La capacidad de carga aumenta a 140 toneladas. El puesto de mando y la sala de máquinas se desplazan algo hacia delante y se refuerzan el blindaje y el armamento. Las barcazas incluyen espacio para alojar a 25 tripulantes y una sala de radio.

### Barcaza de artillería

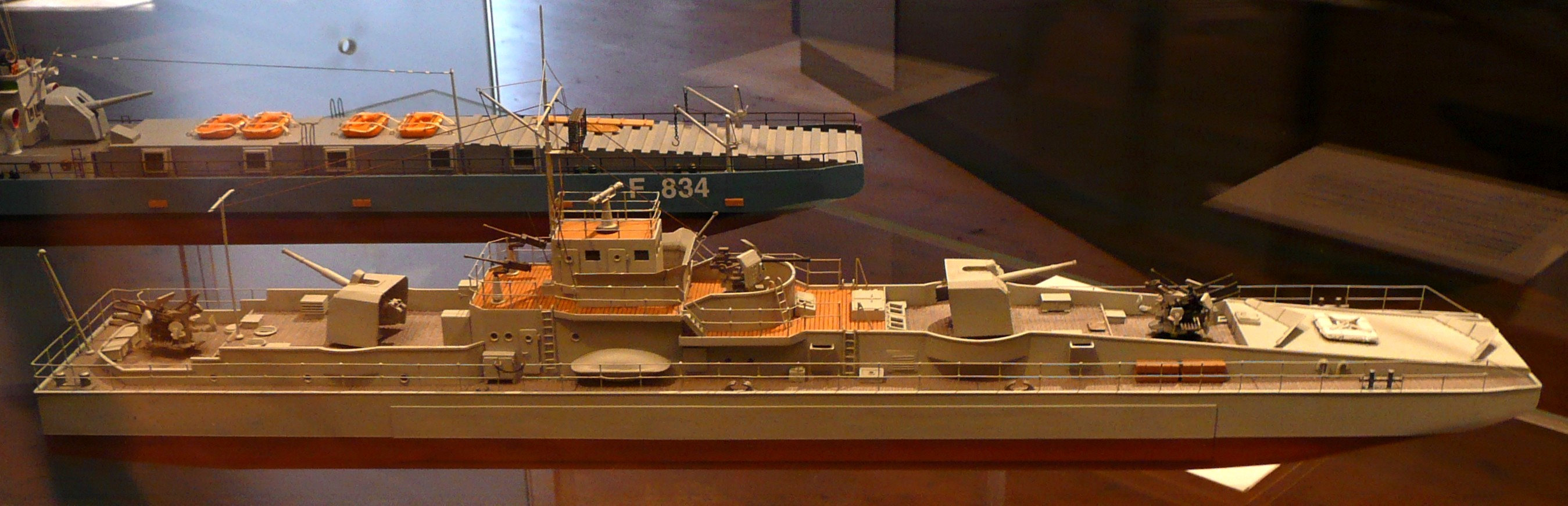
Maqueta de una barcaza de artillería del tipo D

Las barcazas de artillería o barcazas cañoneras solían denominarse AF (Artilleriefährprahm) y eran remodelaciones de los tipos básicos. Al final de la guerra algunas embarcaciones se denominaron AT (Artillerieträger, portador de artillería). Hay que distinguirlos de las que se usaron en el Mediterráneo como barcazas de combate con la designación KF (Kampffähre), solo utilizada a efectos organizativos, pues eran MFP no remodeladas, aunque sí reforzadas en armamento.
Las reformas variaron según el tiempo y el material disponible en los correspondientes astilleros. En las barcazas artilleras, el puesto de mando se adelantaba con frecuencia casi hasta la mitad del barco. La cubierta fijada sobre la bodega y la popa se reforzaban para recibir piezas artilleras y el portalón abatible se clausuraba. Se ampliaba el espacio de la tripulación para las necesidades de los cañones y se creaban almacenes de munición. Se reforzaba el blindaje de la sala de máquinas, de los almacenes de munición y de la estructura, rodeando por ejemplo parte del alcázar con 10 cm de hormigón. El armamento solía constar de dos montajes cuádruples antiaéreos de 2 cm, uno de 7,5 cm y dos cañones de 8,8 cm.
En conjunto, la reforma suponía añadir entre 70 y 80 toneladas de material, por lo que estas barcazas no daban más de 8 nudos y su capacidad marinera se reducía.
Se planearon principalmente para cumplir misiones de seguridad, pero también se utilizaron como apoyo artillero para operaciones de desembarco y para colocar minas. La tripulación aumentó, para servir las piezas artilleras, hasta 30 hombres.

### MFP minadoras
Sobre todo en el mar Negro la armada tuvo que afrontar muchas tareas con pocas unidades sin vehículos especializados. De ahí que se emplearan como minadoras las barcazas  MFP, que navegando marcha atrás dejaban caer por la rampa abierta 36 minas, lo cual solo podía hacerse con mar en calma y muy lentamente. Con base en esas experiencias, se desarrolló una versión minadora de la MFP.
Según la clase de la que procedían, llevaban la denominación adicional «Typ AM», «CM» o «DM» (no se emplearon lanchas del tipo B).
En la versión más grande, la «DM», se podían instalar 54 minas, en carriles laterales, para arrojarlas por la popa navegando hacia delante. Como alternativa, en lugar de las minas se podían llevar 16 botes de asalto. Con unas rampas adicionales, los botes podían lanzarse y recogerse directamente. A causa del mayor peso en vacío de la versión minadora, la capacidad de carga y la velocidad máxima quedaban reducidas cuando iba sin minas.

### Tipo «MZ»
La Armada italiana desarrolló, para la ocupación de Malta planeada con los alemanes, barcazas de desembarco basadas en los planos de las MFP Typ A alemanas. Llamadas Motozattera (MZ), se construyeron desde 1942 un centenar. Tras la ocupación alemana de Italia, las que quedaron fueron utilizadas por la Kriegsmarine como MFP conservando la denominación italiana. Las MZ italianas eran muy parecidas a las alemanas, con medidas algo diferentes, así como motores y armamento italianos.

## Publicaciones
- Erich Gröner: Die Schiffe der Deutschen Kriegsmarine und Luftwaffe 1939 – 1945 und ihr Verbleib. Editorial J. F. Lehmanns, Múnich, 1954
- Gebauer/Krenz: Marine Enzyklopädie. Editorial Tosa, Viena, 2003.
- Jack Greene, Alessandro Massignani: The Naval War in the Mediterranean. Chatham Publishing, 1998. ISBN 1-885119-61-5.
- Randolf Kugler: Das Landungswesen in Deutschland seit 1900. Buchzentrum, Empfingen 1989. ISBN 978-3-86755-000-0.
- Tullio Marcon: I Mule del Mare. Albertelli, Parma 1998. ISBN 978-88-87372-02-1.
- James J. Sadkovich: The Italian Navy in World War II. Greenwood Press, 1994. ISBN 978-0-313-28797-8.
- Gerd-Dietrich Schneider: Plattbugkreuzer: Artillerieträger der Marine im Einsatz. Mittler & Sohn, 1998. ISBN 978-3-8132-0555-8.
- Peter Schenk: Kampf um die Ägäis: die Kriegsmarine in den griechischen Gewässern 1941-1945. Mittler & Sohn, 2000. ISBN 978-3-8132-0699-9.
- Stefan Semerdjiev: The mysterious fate of Adolf Hitler's "Black Sea Fleet". Sea Classics, vol.40, No.11/November 2007, pp. 42-49.